# Clemens August von Galen
Clemens Augustinus Joseph Emmanuel Pius Antonius Hubertus Marie Graf von Galen (16 de março 1878 – 22 de março de 1946) ou Clemens August Kardinal Graf von Galen ou ainda Clemens August Graf von Galen foi um bispo alemão, figura importante da resistência ao nazismo, criado cardeal pelo Papa Pio XII em 1946, e beatificado em 9 de outubro de 2005 pelo Papa Bento XVI.

## Juventude
O Conde (Graf) von Galen era o décimo-primeiro dos treze filhos do conde Ferdinand Heribert von Galen e sua mulher Elisabeth, nascida von Spree. Primo do cardeal Konrad von Preysing e sobrinho de Gereon Maximilian Graf von Galen, bispo auxiliar de Münster e renomado teólogo. Clemens foi enviado ao liceu dos jesuítas em Feldkirch e concluiu na escola pública católica em Vechta. Em seguida, ingressou na Universidade de Friburgo, primavera de 1897 (filosofia); viajou para Roma na primavera de 1898 e assistiu a uma missa celebrada pelo Papa Leão XIII; fez um retiro na abadia beneditina de Maria-Laach, Suíça; decidiu se tornar padre e ingressou no Colégio Teológico Jesuíta "Canisianum", Innsbruck, outono de 1898 até 1903; e no Seminário de Münster (teologia), 1903-1904.
Foi ordenado presbítero na catedral de Münster em 28 de maio de 1904,  por Hermann Dingelstad, bispo de Münster. De 1904 a 1906, von Galen foi vigário capitular na catedral e acompanhou seu tio Maximilian Gereon Graf von Galen, bispo auxiliar,  em suas visitas pastorais; foi nomeado em 1906, padre assistente e, mais tarde, curatus da Igreja de São Matias, em Berlim. Assim, exerceu suas atividades pastorais na capital do Império Alemão durante a Primeira Guerra Mundial e a República de Weimar. Retornou a Münster em 1929 como pároco da paróquia de São Lamberto, a partir de 24 de abril. Em 1932, padre Clemens completou sua obra Die Pest des Laizismus und ihre Erscheinungsformen (A “Praga do Secularismo” e suas Manifestações), que tratava da secularização da sociedade humana e da rejeição de Deus e suas leis. No mesmo ano, ele protestou contra a dissolução pelas autoridades alemãs da Young Men's Association.

## Episcopado
Eleito bispo de Münster em 5 de setembro de 1933. Consagrado em 28 de outubro, na catedral de Münster, pelo cardeal Karl Joseph Schulte, arcebispo de Colônia, assistido por Wilhelm Berning, bispo de Osnabrück, e por Franz Rudolf Bornewasser, bispo de Trier; adotou como lema episcopal Nec laudibus nec timore (Nem o louvor nem medo). Convidado a ir a Roma, junto com outros bispos alemães, para discutir a situação na Alemanha com o Papa Pio XI e preparar a carta encíclica Mit brennender Sorge, que condenava as políticas do regime nacional-socialista diante do mundo. Por sua coragem e forte oposição ao regime nazista na Alemanha, foi chamado de "Leão de Münster". Na igreja de São Lamberto, em 13 de julho de 1941 e 3 de agosto de 1941, e na igreja de Nossa Senhora em Überwasser, em 20 de julho de 1941, ele proferiu três célebres homilias contra o regime de Adolf Hitler. Nessas ocasiões, o bispo de Münster se expressou em defesa do direito à vida, da inviolabilidade e da liberdade de seus cidadãos doentes, e censurou duramente a matança de doentes psicológicos. Assistente no Trono Pontifício, 13 de setembro de 1943.

Em 1946, refletindo sobre o que aconteceu na época, von Galen repercorreu tudo, dizendo:
“O bom Deus confiou-me uma posição que me obrigava a chamar preto àquilo que era preto, e a chamar branco àquilo que era branco, como se diz na ordenação episcopal. Eu sabia que podia falar em nome de milhares de pessoas que, juntamente comigo, estavam convencidas de que somente sobre o fundamento do Cristianismo o nosso povo alemão pode permanecer verdadeiramente unido e alcançar um futuro abençoado”.

## Cardinalato
Criado cardeal-presbítero por Pio XII no consistório de 18 de fevereiro de 1946; recebeu o chapéu vermelho e o título de São Bernardo nas Termas Dioclecianas, em 22 de fevereiro. Em seu retorno a Münster, o novo cardeal foi recebido por sessenta mil pessoas reunidas em frente à sua catedral, no entanto, ele já estava cansado demais para se dirigir a elas.
Alguns dias após seu retorno de Roma, Cardeal von Galen faleceu, por volta das 17h de 22 de março de 1946, de peritonite, no Hospital St. Franziskus de Münster, devido a uma infecção de apêndice diagnosticada muito tarde. O velório durou quatro dias na Erpochapel da igreja de St. Maurice. Seu corpo foi enterrado em 28 de março de 1946 na capela de Galen, naquela catedral, que estava em ruínas por causa da guerra; a porta da capela estava murada desde o século XVII, quando o último príncipe-bispo, Christoph Bernard von Galen, foi enterrado lá. Dois selos comemorando-o no vigésimo e quinquagésimo aniversários de sua morte foram emitidos pelo Deutsche Bundespost Berlin em 1966 e 1996, respectivamente.

## Processo de beatificação
Em 22 de outubro de 1956, o bispo Michael Keller iniciou o processo para a beatificação de seu antecessor, a pedido da Confraternitas Sacerdotum Bonae Voluntatis (Irmandade de Sacerdotes para a Boa Vontade). Em sua segunda viagem à Alemanha, o Papa João Paulo II visitou a Catedral de Münster em 1 de maio de 1987, para honrar a personalidade marcante do cardeal e rezar em seu túmulo.
Assim, o processo informativo em Munster transcorreu entre 1957-1959. Apenas em 15 de dezembro de 1981 foi emitido o Nihil obstat, permitindo processo cognitivo diocesano, ocorrido em 1983. A Santa Sé emitiu o decreto sobre validade do processo cognitivo em 4 de fevereiro de 1994 e publicou a Positio em 1996. Após duas fases em 2003, o decreto sobre virtudes heróicas de von Galen foi promulgado pela Congregação para as Causas dos Santos em 20 de dezembro de 2003.
Diante do relato de um milagre atribuído ao cardeal von Galen, Munster abriu o inquérito diocesano sobre o milagre necessário à causa de beatificação em 1998, encerrado em 2001 e no mesmo ano sendo validado pela Santa Sé. Após as etapas necessárias, o decreto sobre o milagre foi promulgado em 20 de dezembro de 2004.
A cerimônia de sua beatificação ocorreu no domingo, 9 de outubro de 2005, às 10 horas, na Basílica de São Pedro, presidida em nome do Papa Bento XVI pelo Cardeal José Saraiva Martins, CMF, prefeito da Congregação para as Causas dos Santos. Sua festa é celebrada em 22 de março.
O dominicano alemão Ambrogio Eszer, relator da causa de canonização de Von Galen, afirma: “A luta que o bispo Von Galen travou contra aqueles que considerava verdadeiros inimigos da Igreja demonstra univocamente que o servo de Deus considerava a defesa da fé como seu mais alto objetivo e dever. Diante do espírito do regime totalitário da época, o bispo Von Galen mostrou uma fortaleza heroica, mas também uma prudência heroica”.

## Citações

### Passagens extraídas do sermão em Xanten. Domingo, 9 de fevereiro de 1936
1936. Von Galen já incomodava os nazistas, ao mesmo tempo, em que exortava as pessoas a resistir ao terror manifesto e cada vez mais intenso.
Excertos do sermão:
| “ | [Se] somos oprimidos, desprezados, caluniados, injuriados, ou mesmo perseguidos, torturados e mortos, ‘bem-aventurados sereis quando vos caluniarem, quando vos perseguirem e disserem falsamente todo o mal contra vós por causa de mim. Alegrai-vos e exultai, porque será grande a vossa recompensa nos céus’ (Mateus 5:11–12). Sim, alegrai-vos e exultai! Vocês sabem que o tempo é chegado quando a não poucos de nós será concedida tal recompensa. | ” |

| “ | Há, na Alemanha, sepulturas novas que contêm as cinzas daqueles a quem o povo católico vê como mártires da sua fé, porque suas vidas são um testemunho do cumprimento mais fiel do dever para com Deus e a pátria, nação e Igreja, e porque suas mortes estão envoltas em um mistério muito bem guardado. | ” |

| “ | Não se surpreendam se o bom Deus nos envia momentos de provação. Nossa Igreja é a Igreja dos mártires. | ” |

### Passagens extraídas do sermão na Igreja de São Lamberto, Münster. Domingo, 13 de julho de 1941
Segundo uma testemunha, enquanto von Galen falava, “Os homens e as mulheres puseram-se de pé, ouviram-se vozes de consenso e até de horror e de indignação, coisa que geralmente é impensável aqui entre nós, na igreja. Vi pessoas romperem em lágrimas”.
Excertos do sermão:
| “ | Nenhum de nós está seguro — pode-se ser o mais fiel e consciencioso dos cidadãos e pode-se estar consciente de completa inocência — mas não se pode ter certeza de um dia não ser arrancado de casa, privado da liberdade e trancado em porões e campos de concentração da Gestapo. | ” |

| “ | Sou muito claro sobre isso; pode acontecer para mim, hoje, qualquer dia. Como talvez não possa falar em público por muito tempo, quero hoje advertir publicamente contra avançar por este caminho que, segundo minha firme convicção, trará o julgamento de Deus sobre a humanidade e levará nosso povo e nosso país à miséria e destruição. | ” |

| “ | ‘Justiça é o fundamento dos Estados’! Hoje observamos com grande tristeza como o fundamento está sendo abalado, como a justiça, enquanto virtude natural e cristã, indispensável à existência ordenada de toda comunidade humana, não está sendo preservada, e isso se mantém inequivocamente reconhecível para todos. | ” |

| “ | Meus cristãos: pode-se dizer contra mim que por este discurso franco estou enfraquecendo a frente interna do povo alemão neste tempo de guerra. Em resposta, afirmo: não sou eu a causa de qualquer enfraquecimento da frente interna, mas aqueles que (…) impõem punições pesadas a cidadãos inocentes, sem sentença judicial e sem chance de defesa, roubando nossos compatriotas, nossos irmãos e irmãs, de suas propriedades, jogando-os na rua e caçando-os pelo país! Por isso, em nome do honesto povo alemão, em nome da majestade da Justiça, no interesse da paz e da unidade da frente interna, ergo minha voz; por isso apelo em voz alta como homem alemão, como cidadão honrado, como representante da religião cristã, como bispo católico: Exigimos justiça! | ” |

### Passagens extraídas do sermão na Igreja de São Lamberto, Münster. Domingo, 20 de julho de 1941
"O efeito desse primeiro sermão foi avassalador. No segundo sermão, em 20 de julho, a igreja estava mais que lotada. As pessoas vinham de longe para ouvi-lo. Von Galen, mais uma vez, abriu os olhos para a loucura do projeto buscado pelo poder, que levaria o país à miséria e à ruína, e trovejou outra vez."
Excertos do sermão:
| “ | Até agora nenhum jornal fez qualquer contagem das vitórias seguras obtidas pela Gestapo nos últimos dias sobre homens e mulheres indefesos, desprotegidos, das conquistas feitas em casa pelas autoridades distritais sobre as propriedades de seus companheiros alemães. | ” |

| “ | Conforme a ordem de nosso Salvador, oremos por todos os que nos perseguem e caluniam. Mas enquanto eles não mudarem, enquanto continuarem a roubar, banir e prender pessoas inocentes, também recuso qualquer comunhão com eles. | ” |

| “ | Somos a bigorna, não o martelo. Mas pergunte ao ferreiro e ouvirá o que ele diz: o objeto forjado na bigorna recebe sua forma não só do martelo, mas também da bigorna. A bigorna não pode e não precisa atacar: ele só deve ser firme, sólida! Se for suficientemente forte, firme e sólida, a bigorna geralmente dura mais que o martelo. Por duros que sejam os golpes do martelo, a bigorna permanece firme e silenciosamente no lugar e continuará por muito tempo a moldar os objetos forjados em cima dela. | ” |

| “ | O que está sendo forjado nestes dias entre o martelo e a bigorna são nossos jovens — a nova geração, ainda informe, ainda capaz de ser moldada, ainda maleável. Não podemos protegê-los das marteladas da incredulidade, da hostilidade ao cristianismo, das falsas doutrinas e da falsa ética. O que é instilado neles nas reuniões dessas organizações de juventude, de que nos dizem que eles aderiram voluntariamente e com o consentimento dos pais? O que ouvem nas escolas que os filhos são obrigados a frequentar sem levar em conta os desejos de seus pais? O que leem nos novos livros escolares? Pais cristãos, peçam a seus filhos para mostrar-lhes seus livros, principalmente os de história usados nas escolas secundárias. | ” |

| “ | Somos a bigorna, não o martelo! Infelizmente vocês não podem proteger seus filhos, o metal nobre, mas ainda destemperado e cru, das marteladas da hostilidade contra a fé e contra a Igreja. Mas a bigorna também desempenha um papel na moldagem. Deixe sua casa de família, sua devoção e amor paternal, sua vida cristã exemplar serem a forte, firme, sólida e inquebrantável bigorna que absorve a força dos golpes hostis, que continuamente reforça e fortifica a capacidade ainda fraca dos jovens na sagrada resolução de não se permitirem ser desviados do rumo que leva a Deus. | ” |

| “ | Obedeçam sempre, sem qualquer dúvida, a voz da consciência. Sejam fortes, permaneçam firmes, imperturbáveis! Como a bigorna sob os golpes do martelo! Pode ser que a obediência ao nosso Deus e a fidelidade à nossa consciência custem a mim ou a qualquer de vocês a vida, a liberdade ou a moradia. Mas ‘antes morrer do que pecar!’. | ” |

### Passagens extraídas do sermão na Igreja de São Lamberto, Münster. Domingo, 3 de agosto de 1941
Von Galen tomou conhecimento do plano de extermínio dos deficientes, velhos, doentes mentais e crianças paralíticas nos sanatórios da Vestefália, e o denunciou como negação do mandamento divino “não matarás”. Este sermão, pela sua virulência, foi julgado pelo Ministério da Propaganda alemão “o ataque frontal mais forte desferido contra o nazismo em todos os anos de sua existência”.
Excertos do sermão:
| “ | Peço a todos meus ouvintes, na verdade a todos os concidadãos decentes, que no futuro ouvirem acusações contra religiosos expulsos de Münster, para obter o nome e endereço da pessoa que fez as acusações e de eventuais testemunhas. Espero que ainda existam homens de Münster que tenham coragem de fazer sua parte para assegurar o exame judicial de tais acusações; que o veneno da comunhão nacional de nosso povo seja exposto com sua pessoa, seu nome, e se necessário, seu juramento. | ” |

| “ | Se o homem se obstina em sua relutância contra os mandamentos de Deus, em oposição às admoestações da consciência e a todos os convites amorosos do amigo divino, o melhor dos pais: ‘Se conhecesses, neste teu dia, o que te pode trazer a paz! Mas não o quisestes!’. É algo terrível, incrivelmente errado e fatal, quando o homem define sua vontade em oposição à vontade de Deus. | ” |

| “ | Homens e mulheres alemães! O artigo 211 do Código Penal alemão ainda está em vigor, nos seguintes termos: ‘Quem mata um homem com intenção deliberada é culpado de assassinato e punível com a morte’. Sem dúvida, para proteger aqueles que matam intencionalmente estes pobres homens e mulheres, membros de nossas famílias, desta punição prevista por lei, os pacientes que foram selecionados para a morte são removidos de sua área de origem para algum lugar distante. A causa da morte é então atribuída a uma ou outra doença. Como o corpo é imediatamente cremado, os parentes e a polícia criminal são incapazes de determinar se o paciente esteve de fato doente ou qual foi a real causa da morte. | ” |

| “ | Estes pacientes infelizes vão morrer (…) porque no julgamento de algum órgão oficial, pela decisão de algum comitê, eles se tornaram ‘indignos de viver’; porque são classificados como ‘membros improdutivos da comunidade nacional’. O julgamento é que eles já não podem produzir todos os bens: são como uma velha peça de maquinaria que não funciona mais, como um cavalo velho que se tornou irremediavelmente manco, como uma vaca que não dá mais leite. O que acontece a uma velha peça de maquinaria? É jogada no lixo. O que acontece a um cavalo manco, uma vaca improdutiva? Não vou comparar os finais — tão terrível é sua adequação e força iluminadora… | ” |

| “ | Se o princípio de que os homens tem o direito de matar seus companheiros improdutivos for estabelecido e aplicado, ai de todos nós quando nos tornamos idosos e enfermos! Se é legítimo matar membros improdutivos da comunidade, ai das pessoas com deficiência que sacrificaram sua saúde ou de seus membros no processo produtivo! Se homens e mulheres improdutivos podem ser eliminados por meios violentos, ai de nossos bravos soldados que voltam para casa com as principais deficiências, como aleijados, como inválidos! | ” |

| “ | Ninguém estará seguro: alguma comissão poderá colocá-lo na lista de pessoas ‘improdutivas’, que em sua opinião se tornaram ‘indignas de viver’. E não haverá polícia para protegê-lo, nenhum tribunal para vingar seu assassinato e levar seus assassinos à justiça. Quem poderia, então, ter alguma confiança em um médico? Ele poderia relatar um paciente como improdutivo e em seguida dar instruções para matá-lo! | ” |

| “ | ‘Não matarás!’ Deus escreveu este mandamento na consciência do homem muito antes de qualquer código penal estabelecer a pena por assassinato, muito antes de existir qualquer promotor ou tribunal para investigar e vingar um assassinato. | ” |

| “ | Até que ponto os mandamentos divinos são agora obedecidos na Alemanha, até que ponto são obedecidos hoje em dia aqui na nossa comunidade? | ” |

| “ | E o primeiro mandamento: ‘Não terás outros deuses diante de mim’. No lugar do único, verdadeiro e eterno Deus, os homens levantam à vontade seus próprios ídolos e os adoram: a natureza, o Estado, as pessoas, a raça. E quantos têm como Deus, na palavra de Paulo, ‘o ventre’ (Filipenses 3, 19) — o próprio bem-estar —, a quem sacrificam tudo, até mesmo a honra e a consciência — os prazeres dos sentidos, a concupiscência por dinheiro, o desejo de poder! Em concordância entre si, esses homens podem realmente procurar se arrogar atributos divinos, para se fazerem senhores da vida e da morte de seus semelhantes. | ” |

| “ | Meus cristãos! Espero que ainda haja tempo; mas em seguida, na verdade, é chegada a hora: que possamos compreender, em nossos dias, o que pode nos trazer a paz! Que possamos compreender aquilo que por si só pode nos salvar, nos preservar do julgamento divino — tomar, sem reservas, os mandamentos divinos como regra orientadora de nossas vidas e agir com fervorosa sobriedade conforme as palavras: ‘antes morrer do que pecar’. | ” |

| “ | Mas quanto àqueles que continuam a provocar o juízo de Deus, que blasfemam contra nossa fé, que desprezam os mandamentos de Deus, que se associam aos que alienam os jovens do cristianismo, que roubam e banem nossos religiosos, que trazem a morte a homens e mulheres inocentes, nossos irmãos e irmãs — devemos evitar qualquer relação de confiança com todos eles; mantenhamos a nós e a nossas famílias fora do alcance de sua influência, para que não nos infectemos com seu ímpio pensar e agir, não nos tornemos cúmplices de sua culpa, e portanto passíveis do julgamento que o justo Deus deve e vai infligir a todos aqueles que, como a ingrata cidade de Jerusalém [do tempo de Jesus], não querem o que Deus quer. | ” |

### Do Papa Bento XVI sobre von Galen
No Angelus de 9 de outubro de 2005, o papa alemão falou sobre von Galen:
| “ | Teve lugar esta manhã, na Basílica de São Pedro, a beatificação de Clemens August von Galen, Bispo de Monastério, Cardeal, intrépido opositor ao regime nazista. Ordenado sacerdote em 1904, desempenhou por muito tempo o ministério numa paróquia de Berlim e em 1933 foi nomeado Bispo de Monastério. Em nome de Deus, denunciou a ideologia neopagã do nacional-socialismo, defendendo a liberdade da Igreja e os direitos humanos gravemente violados, protegendo os judeus e as pessoas mais frágeis, que o regime considerava refugo a ser eliminado. | ” |

| “ | São conhecidas as três célebres pregações que aquele intrépido Pastor pronunciou em 1941. O Papa Pio XII criou-o cardeal em Fevereiro de 1946 e, apenas um mês mais tarde, faleceu, circundado pela veneração dos fiéis, que reconheceram nele um modelo de coragem cristã. É precisamente esta a mensagem sempre actual do beato von Galen: a fé não se limita a sentimento privado, que possivelmente se esconde quando é incómoda, mas exige a coerência e o testemunho também em âmbito público em favor do homem, da justiça, da verdade. | ” |

Na Carta Apostólica sobre a solene beatificação do Servo de Deus Clemens August von Galen:
Nós, acolhendo o desejo do nosso Irmão D. Reinhard Lettmann, Bispo de Monastério [Münster], de muitos outros Irmãos no Episcopado e de numerosos fiéis, depois de ter recebido o parecer da Congregação para as Causas dos Santos, com nossa Autoridade Apostólica concedemos que o Venerável Servo de Deus Clemens August von Galen doravante possa ser chamado Beato, e que todos os anos, no dia 22 de março, data da sua morte, se possa celebrar sua festa nos lugares previstos e segundo as normas estabelecidas pelo Direito.
Em nome do Pai e do Filho e do Espírito Santo. Amém.

Dado em Roma, junto de São Pedro, no dia 9 de outubro do ano do Senhor de 2005, primeiro do nosso Pontificado.